# IBM Roadrunner

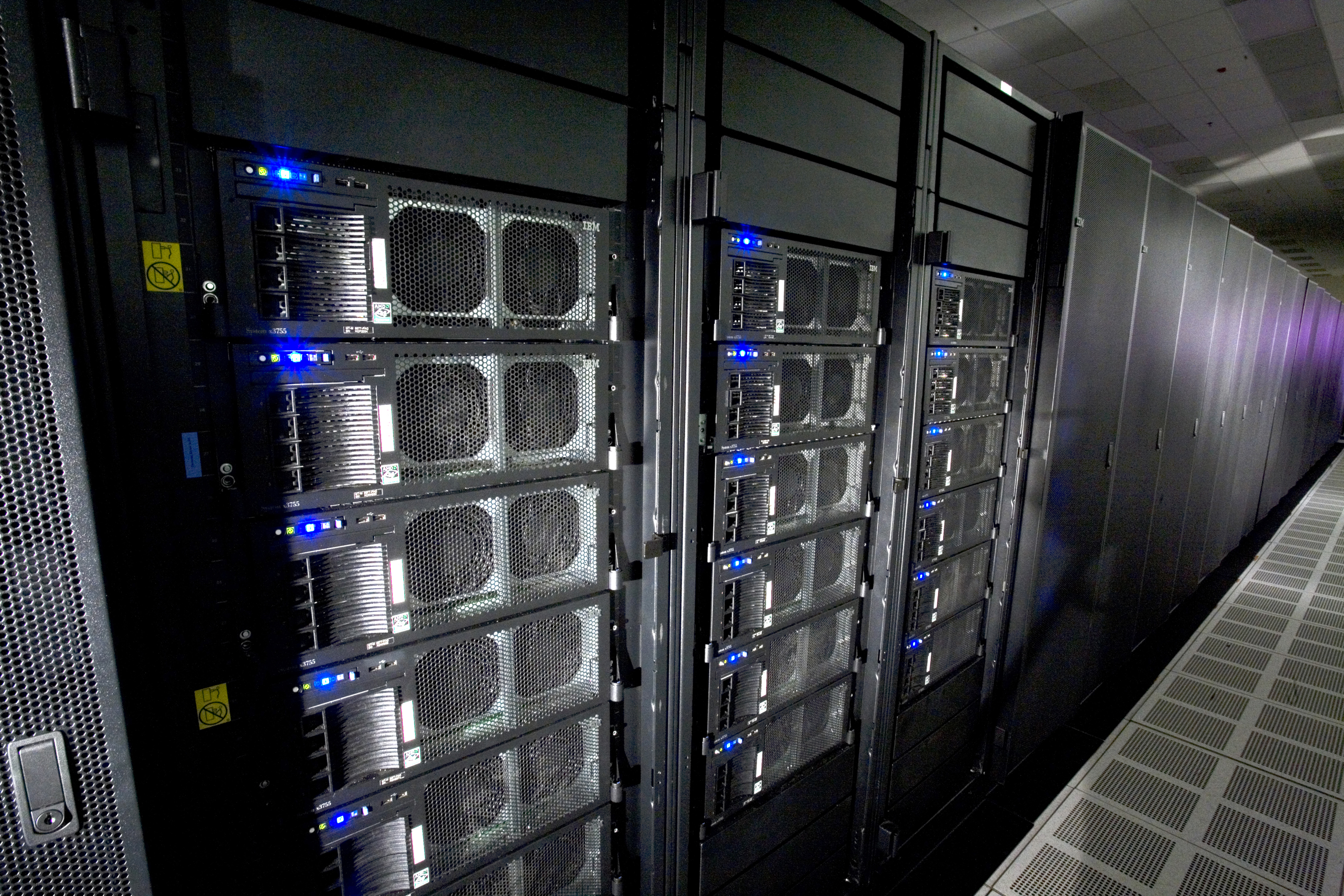
Roadrunner am LANL (2007)

Roadrunner war von etwa 2008 bis 2013 ein Supercomputer der am Los Alamos National Laboratory (LANL) im US-Bundesstaat New Mexico installiert und betrieben wurde.
Der Hochleistungsrechner wurde von IBM für das US-Energieministerium (DOE) bzw. die National Nuclear Security Administration (NNSA) gebaut und basiert auf dem BladeCenter QS22.
Die Nachfolger von Roadrunner waren Cielo (2013–2016); dessen Nachfolger war Trinity (2015–2020); und dessen Nachfolger ist Crossroads (seit 2020 im Aufbau; ab Ende 2023 in Betrieb).

## Beschreibung
Mit einer Leistung von 1,026 Peta-FLOPS stellte der Roadrunner am 9. Juni 2008 einen neuen Rekord auf und kam auf Platz 1 der TOP500-Liste. Seitdem wurde das System auf den Endausbau von 296 Racks gebracht und behielt mit nun 1,105 Peta-FLOPS den ersten Platz bis zur Liste November 2009, in der er vom Jaguar-System überholt wurde. Der Zeitplan sah den Start des Alltagsbetriebs für Oktober 2009 vor. Insgesamt kostete das System rund 133 Millionen Dollar.
Roadrunner hat ein hybrides Design, bestehend aus 6480 AMD-Opteron-Prozessoren (3240 IBM LS21 Blade-Server, jeder enthält zwei Dual-Core-Opterons, durch HyperTransport miteinander verbunden). Allerdings war Roadrunner kein Zusammenschluss eines Cell-Clusters und eines Opteron-Clusters, sondern ein Opteron-Cluster, bei dem jedem Opteron-Kern ein Cell-Prozessor unterstellt war (durch PCI Express miteinander verbunden), der für ihn die mathematischen Berechnungen übernahm, was in einer Anzahl von 12.960 Cell-Prozessoren resultierte.
Der Großteil der Rechenleistung stammte demnach auch von den Cell-Prozessoren: 1,3 PFLOPS Peak vs. 47 TFLOPS Peak der Opterons. Die dafür benutzte Prozessorarchitektur war die Cell Broadband Engine (Cell B. E.), die in Kooperation von Sony, Toshiba und IBM (STI) entstanden ist und auch in Sonys Spielkonsole PlayStation 3 verwendet worden ist. Im Roadrunner kam allerdings eine neue Cell-Version namens PowerXCell 8i zum Einsatz, die in der Lage war, zwei Double-Precision-Rechnungen in seinen 128-Bit-Registern bei einer Höchstgeschwindigkeit von etwas über 100 GFLOPS zu berechnen (zum Vergleich: die Playstation-3-Variante schaffte nur knapp 15 GFLOPS bei doppelter Genauigkeit).
Der Roadrunner benutzte das Betriebssystem Red Hat Enterprise Linux und Fedora. Die Cell-Prozessoren wurden als IBM Cell-Blades geliefert und durch InfiniBand direkt mit den x3755-Opteron-Knoten verbunden. Das System wurde am 8. Juni 2008 in Betrieb genommen. Das US-Energieministerium hat den Roadrunner für Simulationen bezüglich der Alterung radioaktiver Substanzen verwendet, unter anderem auch bei Atomwaffen (vgl. Advanced Simulation and Computing Program). 

## Anwendungen
Mit den Großcomputern am LANL (oder auch anderen Laboren) werden Computerexperimente durchgeführt, um die Zuverlässigkeit und Funktionsfähigkeit des alternden Atomwaffenarsenals der Vereinigten Staaten zu überprüfen und es weiterzuentwickeln, ohne dass aktive Tests durchgeführt werden müssen. Letztere sind im Rahmen des Kernwaffenteststopp-Vertrags (CTBT) seit etwa 1994 verboten.
Andere Anwendungsgebiete des Computers schlossen Simulationen und Berechnungen für Wissenschaft, Finanzwirtschaft sowie für die Automobilindustrie als auch die Luft- und Raumfahrt ein.

## Außerdienststellung
Das System ging am 31. März 2013 endgültig außer Betrieb. Begründet wurde dieses Vorgehen mit seiner schlechten Energieeffizienz, insbesondere im Vergleich zu anderen Supercomputern.